# Heinrich Pfusterschmid-Hardtenstein

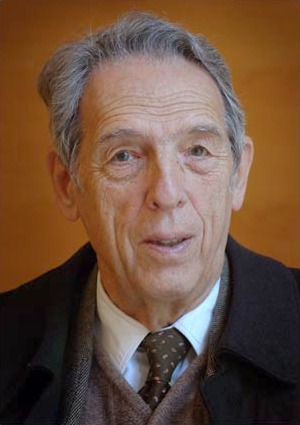
Heinrich Pfusterschmid-Hardtenstein

Heinrich Pfusterschmid-Hardtenstein (* 16. Januar 1927 in Graz, Steiermark; † 6. Mai 2024) war ein österreichischer Diplomat, der wissenschaftlich und kulturpolitisch tätig war.

## Lebenslauf
Pfusterschmid wuchs in Graz als Sohn des Hofrates und späteren Landesamtsdirektors Nikolaus (Freiherr v.) Pfusterschmid-Hardtenstein (1875–1958) auf. Nach dem Besuch der Volksschule und des Gymnasiums (1934–1945) studierte Heinrich Pfusterschmid-Hardtenstein Rechtswissenschaften an der Universität Graz und praktizierte nach der Promotion zum Dr. Juris an den Gerichten und in der Advokatur seiner Heimatstadt.
1952 wurde er Sekretär für Österreich der Europäischen Jugendkampagne der Europabewegung und studierte anschließend Nationalökonomie als Fulbrightstudent an der University of California at Berkeley (1954/1955).
1956 wurde er in den österreichischen Diplomatischen Dienst aufgenommen und 1959 als Attaché an die Botschaft Den Haag versetzt. Von 1960 bis 1967 war er stellvertretender Delegationsleiter der Österreichischen Delegation bei der Hohen Behörde der Europäischen Gemeinschaft für Kohle und Stahl in Luxemburg und eröffnete als Geschäftsträger die Österreichische Botschaft im Großherzogtum Luxemburg.
Als Direktor der Abteilung für wirtschaftliche Integration im Bundesministerium für Auswärtige Angelegenheiten (1967–1971) war er zuständig für die Europäische Integration und die Donaukommission und entwarf und verhandelte das Kapitel Stahl des Freihandelsabkommens zwischen der EFTA und den Europäischen Gemeinschaften.
Von 1971 bis 1978 war er österreichischer Botschafter in Finnland und war dadurch auch Leiter der österreichischen Delegation während der vorbereitenden Verhandlungen der Konferenz für Sicherheit und Zusammenarbeit in Europa. 1978 wurde er bis 1986 zum Direktor der Diplomatischen Akademie in Wien bestellt. Während dieser Zeit war er Co-Direktor der Internationalen Tagungen der Direktoren und Leiter diplomatischer Akademien und Institute für Internationale Beziehungen, weiters war er Berater des königlich saudi-arabischen Außenministeriums für die Errichtung einer Diplomatischen Akademie in Riad. Neben seiner Direktorentätigkeit leitete er Seminare, war Personalvertreter und Mitglied der Disziplinaroberkommission und hielt Lehraufträge.
Ab 1986 war er bis zur Versetzung in den Ruhestand im Jahr 1992 österreichischer Botschafter in den Niederlanden.
Heinrich Pfusterschmid-Hardtenstein lebte in Wien mit seiner Frau Florentine. Das Paar hatte drei Töchter. Am 6. Mai 2024 verstarb er im Alter von 97 Jahren, wie das European Forum Alpbach mitteilte.

## Ehrenamtliche Tätigkeiten
1992 wurde er vom Österreichischen College zum Präsidenten in ehrenamtlicher Funktion gewählt und war damit bis zum Jahr 2000 auch für die Vorbereitung und Durchführung des seit 1945 alljährlichen Europäischen Forum Alpbach verantwortlich. In Würdigung dieser Verdienste wurde er auch zum Ehrenpräsidenten des Forum Alpbach gewählt.
Ab 1991 war er Präsident der Österreichisch-Finnischen Gesellschaft Wien sowie Vizepräsident der Sozialwissenschaftlichen Arbeitsgemeinschaft. Ebenfalls war er Kuratoriumsmitglied der Gesellschaft der Freunde der Österreichischen Akademie der Wissenschaften.

## Auszeichnungen
- 1999: Großer Josef Krainer-Preis des Steirischen Gedenkwerks.
- 2000: Großes Silbernes Ehrenzeichen für Verdienste um die Republik Österreich[3]
- Ehrenkreuz für Wissenschaft und Kunst I. Klasse der Republik Österreich
- Großes Goldenes Ehrenzeichen des Landes Steiermark
- Großkreuz des Verdienstordens des Großherzogtums Luxemburg
- Großkreuz des Ordens des Löwen von Finnland
- Großkreuz des Ordens von Oranien-Nassau des Königreichs der Niederlande

## Publikationen
- Vom Kaiserreich zur Republik. Österreich aus der Sicht von drei Generationen: Carl, Nikolaus und Heinrich Pfusterschmid-Hardtenstein. Leykam Buchverlag, Wien 2021, ISBN 978-3-7011-8171-1.
- Der Kleinstaat in der modernen Welt. Verlag für Geschichte und Politik, Wien 1970, DNB 364467533.
- Von der Orientalischen Akademie zur K.u.k. Konsularakademie. In: Die Habsburgermonarchie im System der Internationalen Beziehungen. 1. Teil, Verlag der Österreichischen Akademie der Wissenschaften, Wien 1989, ISBN 3-7001-1682-9.
- Dialog Ukraine : Dialogkongress 1992. Ibera-Verlag, Wien 1993, ISBN 3-900436-09-6.
- Kleinstaat Keinstaat? Böhlau Verlag, Wien/Köln/Weimar 2001, ISBN 3-205-99429-9.
- Kleine Geschichte der Diplomatischen Akademie Wien : Ausbildung im Bereich der internationalen Beziehungen seit 1754. Diplomatische Akademie, Wien 2008, ISBN 3-902021-56-X.
- (mit Hermann Hagspiel): Vom Kaiserreich zur Republik. Österreich aus der Sicht von drei Generationen: Carl, Nikolaus und Heinrich Pfusterschmid-Hardtenstein. Leykam Verlag, Graz 2021, ISBN 978-3-7011-8171-1.

Herausgeber der Jahrbücher 14 bis 21 der Diplomatischen Akademie in Wien, Verlag der Akademie und der Berichtsbände des Europäischen Forum Alpbach:
- 1992 Entscheidung für Europa – Bewusstsein und Realität. ISBN 3-900436-10-2.
- 1993 Was ist der Mensch? – Menschenbilder im Wandel. ISBN 3-900436-07-X.
- 1994 Zeit und Wahrheit. ISBN 3-900436-06-1.
- 1995 Das Ganze und seine Teile. ISBN 3-900436-31-2.
- 1996 Das Normale und das Pathologische – Was ist gesund? ISBN 3-900436-46-0.
- 1997 Wissen wozu? Erbe und Zukunft der Erziehung. ISBN 3-900436-65-7.
- 1998 Die zerrissene Gesellschaft. ISBN 3-900436-74-6.
- 1999 Materie, Geist und Bewusstsein. ISBN 3-900436-92-4.